# Château d'Hassonville
Le château d'Hassonville est situé au village belge d'Aye (commune de Marche-en-Famenne). 
Sa création remonte au XVIIe siècle. Il s'agit actuellement d'un hôtel-restaurant.